# Beaverville (Illinois)
Beaverville – wieś w Stanach Zjednoczonych, w stanie Illinois, w hrabstwie Iroquois.